# Éric Faye
Pour les articles homonymes, voir Faye.
 (avril 2021).
Si vous disposez d'ouvrages ou d'articles de référence ou si vous connaissez des sites web de qualité traitant du thème abordé ici, merci de compléter l'article en donnant les références utiles à sa vérifiabilité et en les liant à la section « Notes et références ».
Éric Faye, né le 3 décembre 1963 à Limoges, est un écrivain français, lauréat notamment du grand prix du roman de l'Académie française en 2010. 

## Biographie
Éric Faye est l'auteur d'une vingtaine de romans et recueils de nouvelles. Il publie sa première nouvelle, Le Général Solitude, dans la revue Le Serpent à Plumes en 1992. Trois ans plus tard, il développe ce texte pour en faire le roman éponyme. 
Il est également essayiste. Ses deux premiers livres, parus en 1991, sont une monographie sur Ismaïl Kadaré et un recueil d'entretiens avec cet écrivain, réalisés tout d'abord à Tirana en avril 1990 puis en France où il s'est exilé à la fin de cette année-là. Dans les laboratoires du pire, paru en 1993, est consacré aux contre-utopies dans la littérature du XXe siècle, d'Orwell à Aldous Huxley et Ray Bradbury. Dans Le Sanatorium des malades du temps, il étudie le rapport entre certains personnages de romans du XXe siècle (chez Thomas Mann, Dino Buzzati, Julien Gracq, Kobo Abe) et le temps. Éric Faye, qui a dirigé un numéro sur Kafka (Autrement, 1996), revient à l'essai en 2021 dans Fenêtres sur le Japon, consacré à la littérature et au cinéma japonais, paru aux éditions Philippe Picquier.
En 1998, son recueil de nouvelles fantastiques, Je suis le gardien du phare, obtient le prix des Deux Magots. Ses autres recueils de nouvelles, publiés par les éditions José Corti, sont également imprégnés par l'absurde et le fantastique, comme Un clown s'est échappé du cirque ou Nouveaux Éléments sur la fin de Narcisse.
Son deuxième roman, Parij, publié en 1997, est une uchronie située dans un Paris partagé en une zone occidentalisée et une zone communiste, en imaginant qu'en 1945, les Allemands, remportant la bataille des Ardennes, avaient retardé la progression des Américains et que la partie de l'Europe sous tutelle soviétique devint par conséquent nettement plus étendue qu'elle ne le fut dans la réalité. Les autres romans abordent des thématiques très diverses, comme l'anticipation dans Croisière en mer des pluies (prix Unesco-Françoise Gallimard en 1999), ou le surnaturel dans La Télégraphiste de Chopin (2019). Le roman Éclipses japonaises, fondé sur des faits réels, porte sur des affaires d'enlèvements de Japonais par des agents nord-coréens au cours des années 1970 et 1980.
Autre versant de l'œuvre, les récits, consacrés notamment aux voyages. Éric Faye publie en 2009, Nous aurons toujours Paris, dans lequel, en suivant le fil rouge du merveilleux depuis l'enfance, il évoque ses rencontres avec des écrivains (Ismaïl Kadaré, Julien Gracq). Les récits de voyages puisent notamment dans des séjours en Amérique latine ou en Asie, comme le journal japonais, Malgré Fukushima. Deux voyages au Tibet et dans plusieurs provinces de Chine donnent lieu en 2018 à un récit sur les traces de l'exploratrice Alexandra David-Néel, coécrit avec Christian Garcin.
Éric Faye a pris part à l'édition des œuvres d'Ismaïl Kadaré aux éditions Fayard et à l'édition d'un volume de romans de Kadaré dans la collection « Bouquins » des éditions Robert Laffont. Il a participé à la rédaction des mémoires de Jusuf Vrioni, Mondes effacés. Souvenirs d'un Européen, parus aux éditions Jean-Claude Lattès, et a signé les préfaces du roman Fils d'homme d'Augusto Roa Bastos ou encore de livres de Dominique Fabre (Le Perron) et Xavier Hanotte (La Nuit d'Ors).
Le 28 octobre 2010, il reçoit pour Nagasaki le grand prix du roman de l'Académie française. Ce roman a été traduit par la suite dans une vingtaine de langues, adapté en roman graphique par Agnès Hostache, aux éditions Le Lézard noir puis, en 2023, adapté à la scène par Olivier Cruveiller et Barthélémy Fortier au théâtre de la Cartoucherie.
En 2012, il est lauréat de la Villa Kujoyama à Kyoto, période dont il tire, outre un journal, le roman Éclipses japonaises. Il effectue une résidence plusieurs mois en 2022 à Taïwan.
Il a traduit de l'allemand le roman  La Vie avec Marianne, de l'écrivain autrichien Xaver Bayer (de) (Geschichten mit Marianne, Jung und Jung Verlag, Prix du livre autrichien en 2020) aux éditions du Faubourg, et a signé une nouvelle traduction du roman Le Golem, de Gustav Meyrink, paru en 2023 dans la collection Le Rayon imaginaire, chez Hachette Heroes.

## Œuvres
- 1991 : Ismaïl Kadaré, Prométhée porte-feu, essai, éditions José Corti  (ISBN 2714304141)
- 1991 : Entretiens avec Ismaïl Kadaré, éditions José Corti (ISBN 2714304155) édité erroné (BNF 35414108)
- 1993 : Dans les laboratoires du pire, essai, éditions José Corti  (ISBN 2714304869)
- 1995 : Le Général Solitude, roman  (ISBN 2908957647) Bourse Cino Del Duca.
- 1996 : Le Sanatorium des malades du temps, essai, éditions José Corti  (ISBN 2714305806)
- 1997 : Parij, roman  (ISBN 2842610253) Prix du Quartier latin.
- 1997 : Je suis le gardien du phare, nouvelles, éditions José Corti, 1998 (ISBN 2-7143-0626-2) édité erroné (BNF 36185262) Prix des Deux Magots.
- 1998 : Le Mystère des trois frontières, roman  (ISBN 2842610474)
- 1999 : Croisière en mer des pluies, roman  (ISBN 2234050871) Prix Unesco-Françoise Gallimard.
- 2000 : Les Lumières fossiles et Autres Récits, nouvelles, éditions José Corti  (ISBN 2714307078)
- 2001 : Les Cendres de mon avenir, roman  (ISBN 2234053854)
- 2002 : Quelques nobles causes pour rébellions en panne, nouvelles, éditions José Corti  (ISBN 2714307671)
- 2003 : La Durée d'une vie sans toi, roman  (ISBN 2234056055)
- 2005 : Mes trains de nuit, récit de voyages  (ISBN 2234058198)
- 2005 : Un clown s'est échappé du cirque, nouvelles, éditions José Corti   (ISBN 2714308880)
- 2006 : Le Syndicat des pauvres types, roman  (ISBN 2234059291)
- 2007 : Billet pour le pays doré, nouvelle, éditions Cadex  (ISBN 9782913388635)
- 2008 : Passager de la ligne morte, nouvelle, éditions Circa 1924  (ISBN 9782915715149)
- [2008 : L'Homme sans empreintes, roman, 2008  (ISBN 2234061237) Prix François-Billetdoux.
- 2009 : Nous aurons toujours Paris, récit  (ISBN 978-2-234-05981-8)
- 2009 : Quelques nouvelles de l'homme, nouvelles, illustré par Laurent Dierick, éditions José Corti  (ISBN 978-2714310057)
- 2010 : Nagasaki, roman  (ISBN 978-2-234-06166-8) Grand prix du roman de l'Académie française.
- 2011 : En descendant les fleuves - Carnets de l'Extrême-Orient russe, avec Christian Garcin, éditions Stock
- 2012 : Devenir immortel, et puis mourir, nouvelles, éditions José Corti  (ISBN 978-2-7143-1074-3)
- 2013 : Somnambule dans Istanbul, récit, éditions Stock
- 2014 : Malgré Fukushima, journal, éditions José Corti  (ISBN 978- 2-7143-1124-5)
- 2014 : Une si lente absence, avec Xavier Voirol, éditions Le Bec en l'air  (ISBN 978-2-36744-048-4)
- 2015 : Il faut tenter de vivre, roman, éditions Stock, 176 pages  (ISBN 978-2-234-07801-7)
- 2016 : Éclipses japonaises, roman, éditions du Seuil  (ISBN 978-2-02-131849-4), 230 pages
- 2018 : Dans les pas d'Alexandra David-Neel, avec Christian Garcin, éditions Stock  (ISBN 978-2-234-07977-9)
- 2019 : La Télégraphiste de Chopin, roman, Seuil, 261 pages  (ISBN 978-2-02-136269-5)
- 2019 : Nouveaux Éléments sur la fin de Narcisse, nouvelles, éditions José Corti  (ISBN 978- 2-7143-1215-0)
- 2021 : Le Bureau des jours perdus, nouvelles, Points Seuil, coll. « Signatures »  (ISBN 978-2-757-88698-4)
- 2021 : Fenêtres sur le Japon, essai, éditions Picquier  (ISBN 978-2-80971541-5)
- 2023 : Il suffit de traverser la rue, roman, Seuil, 272 pages  (ISBN 978-2-02-147278-3)
- 2024 : Taipei sous la pluie de prunes, récit de voyages, éditions Picquier.
- 2025 : Le Cinquième Diamant, roman, éditions du Seuil, 353 pages  (ISBN 978-2-02-153408-5)

## Sur quelques ouvrages

### Il faut tenter de vivre
Paris, années 2010. Le narrateur, travaillant dans une agence de presse, rêve de roman, et se remémore ses années 1990, à Paris, Cassis et Bruxelles, principalement. À une soirée chez Astrid Montferrand, son ami Théo lui présente sa sœur, Sandrine Broussard, de Bruxelles, alors recherchée par la police française. Désirable avec ses cheveux bouclés roux flamboyant, elle n'est pas encore capable de devenir adulte. Le trio de trentenaires se fréquente. Lors d'un voyage en voiture, Paris-Cassis, elle commence à raconter ses coups, pour s'enrichir sans travailler, d'abord avec son ami Julien Maihol : petites annonces pour appâter des quadragénaires ou quinquagénaires, par correspondance, avec photos en perruque, et abandon dès le premier mandat touché. L'ami gère les faux noms, les faux papiers, les vols de sacs à main, les chéquiers volés.
L'argent passe en toquades, en chirurgie esthétique, en hôtels-restaurants. La famille de Sandrine et Théo est convoquée : père étrange, mère marâtre, sœur (Solange) , grand-mère (Mathilde, femme à tout faire chez Constance de Villecour). Puis c'est la location par petites annonces de villa Fantômale.
L'étau policier se resserre (pour escroqueries) : Julien Maihol finit par se rendre. Théo, prend ses précautions. Sandrine continue sa vie clandestine, se fait héberger chez les amies ou amis, et même son avocat Me Antoine de Valmont, qui lui conseille de s'exiler à Bruxelles, pour quelques années. Elle ne veut pas renouer avec les cauchemars des six mois de prison (deux saisons en enfer) longtemps auparavant (enfermement, menaces, parloirs, courriers...). Mariée à 17 ans avec Damien, elle s'est presque aussitôt sentie mener une vie ratée : fuites, amphétamines, alcools, impatience, rêves de vie de milliardaire et/ou de publicité. À Bruxelles, devenue Carine Trembley, en convalescence, elle enchaîne des petits jobs, puis à Tournai elle fait serveuse. Cigale, elle s'invente des vies personnelles et professionnelles. Elle connaît surtout Vincent Szewcyk et Albert Stilmant. Elle croise aussi Henri Cosquer et Éric Rohmer.

### La Télégraphiste de Chopin
Le roman s'inspire de la vie de la spirite et compositrice britannique Rosemary Brown  en décontextualisant et transposant les événements à Prague en 1995. Le journaliste Ludvik Slany, 32 ans, se lance dans une enquête, afin de réaliser un documentaire (avec son cameraman Roman Stanek, et en filature un certain Pavel Cerny, 45 ans, ancien élément de la police secrète, devenu détective privé, et synesthète de premier ordre), pour le compte de son journal, avec carte blanche, mandaté en exclusivité par son rédacteur en chef, Filip Novak Bilek. Celui-ci le convoque et l'invite au restaurant, en souvenir de son article scandaleux (avant l'Indépendance) sur les faux en arts, et particulièrement l'affaire Mikhaïl Cholokhov/Fiodor Krioukov.
Il s'agit cette fois de Vera Foltynova, née Kowalski (en 1938 à Ostrava, 57 ans, père polonais, mère tchèque), veuve de Jan Foltyn (1938-1984, ancien opposant récalcitrant, à l'époque de la Charte 77), ancienne employée de cantine scolaire, sans aucune formation musicale, à l'origine de centaines de partitions posthumes de Frédéric Chopin (1810-1849). Pavel serait l’esprit cartésien, matérialiste et excellent fouineur, capable de démonter si nécessaire la supercherie de cet exceptionnel cas de médiumnité musicale. Ludvik pourtant se méfie : cadeau empoisonné, peau de banane, vengeance de la part de l'ancien amant de Zdenka Ustinova (qui est en train de se séparer aussi de Ludvik), et/ou mémoire de l'avenir ? Cette silhouette potelée révèle dès la première entrevue, chez elle (senteur discrète de lilas) une certaine distinction, sans afféterie, et certains talents de dessinatrice, à la manière de Kubin, Rops, Munch. 
S'agit-il d'un tulpa, de synchronicité ? Il est également question de Viktor Ullmann, Emil Utitz, Hans Günther Adler, Mamoru Samuragochi, Takashi Niigaki, puis de Dana Ruzickova, chargée en 2015 de reprendre l'enquête...

### Il suffit de traverser la rue
Années 2010-2020, les soixante journalistes parisiens de l'agence MondoNews commencent à comprendre les évolutions industrielles (modernisation, automatisation, externalisation, délocalisation, concentration, licenciement, précarisation, reclassement, formation...) dans leur secteur de fabrication de l'information. Toute ressemblance avec des processus en cours, et avec certaine formule d'Emmanuel Macron, est volontaire.